# Оґі-хан

Мон роду Набесіма

Оґі-хан (яп. 小城藩, おぎはん) — хан в Японії, у провінції Хідзен, регіоні Кюсю. Дочірній хан Саґа-хану.

## Короткі відомості
- Адміністративний центр: містечко Оґі (сучасне місто Оґі префектури Саґа).

- Дохід: 73 000 коку.

- Управлявся родом Набесіма, що належав до тодзама і мав статус володаря табору (陣屋). Голови роду мали право бути присутніми у вербовій залі сьоґуна.

- Ліквідований в 1871.

## Правителі
| №  | Ім'я              | Ім'я     | Роки        | Ранг, титул     | Примітки                      |
| -- | ----------------- | -------- | ----------- | --------------- | ----------------------------- |
| 1  | Набесіма Мотосіґе | 鍋島元茂 | 1642 — 1654 | 従五位下 紀伊守 | Старший син Набесіми Кацусіґе |
| 2  | Набесіма Наойосі  | 鍋島直能 | 1654 — 1679 | 従五位下 加賀守 | Старший син Набесіми Мотосіґе |
| 3  | Набесіма Мототаке | 鍋島元武 | 1679 — 1713 | 従五位下 紀伊守 | Старший син Набесіми Наойосі  |
| 4  | Набесіма Мотонобу | 鍋島元延 | 1713 — 1714 | 従五位下 加賀守 | Старший син Набесіми Мототаке |
| 5  | Набесіма Наохіде  | 鍋島直英 | 1714 — 1744 | 従五位下 加賀守 | Син Набесіми Мототаке         |
| 6  | Набесіма Наокадзу | 鍋島直員 | 1744 — 1764 | 従五位下 紀伊守 | Син Набесіми Наохіде          |
| 7  | Набесіма Наомасу  | 鍋島直愈 | 1764 — 1794 | 従五位下 加賀守 | Син Набесіми Наокадзу         |
| 8  | Набесіма Наотомо  | 鍋島直知 | 1794 — 1804 | 従五位下 紀伊守 | Син Набесіми Наомасу          |
| 9  | Набесіма Наотака  | 鍋島直尭 | 1804 — 1850 | 従五位下 紀伊守 | Син Набесіми Наомасу          |
| 10 | Набесіма Наосуке  | 鍋島直亮 | 1850 — 1864 | 従五位下 加賀守 | Син Набесіми Наотака          |
| 11 | Набесіма Наотора  | 鍋島直虎 | 1864 — 1871 | 従五位下 紀伊守 | Другий син Набесіми Наомаса   |